# برتیه‌ویل، کبک

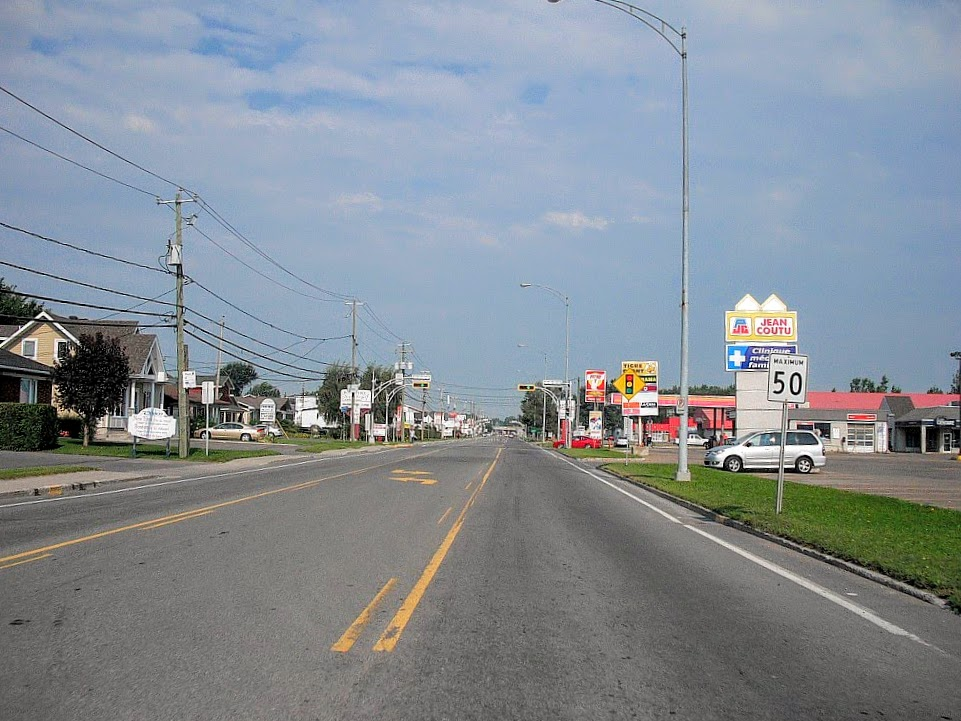
نمایی از شهرک برتیه‌ویل منطقه شهری دوتره، کانادا - ۲۰۰۹

برتیه‌ویل (به فرانسوی: Berthierville) شهرکی در منطقه شهری دوتره ناحیه لانودییر در استان کبک کانادا است. در سرشماری سال ۲۰۱۱ این شهرک ۳٬۹۷۷ نفر جمعیت داشته‌است و مساحت آن ۷٫۲ کیلومتر مربع است.